# Lathyarcha cinctipes
Lathyarcha cinctipes är en spindelart som först beskrevs av Simon 1906.  Lathyarcha cinctipes ingår i släktet Lathyarcha och familjen Desidae.
Artens utbredningsområde är Victoria, Australien. Inga underarter finns listade i Catalogue of Life.